# Paralelo 87 N
O Paralelo 87 N é um paralelo no 87° grau a norte do plano equatorial terrestre. Fica a norte do ponto extremo setentrional de terra firme do planeta (83°40' N).

## Dimensões
Conforme o sistema geodésico WGS 84, no nível de latitude 87° N, um grau de longitude equivale a 5,48 km; a extensão total do paralelo é portanto 2.105 km, cerca de 5,27% da extensão do Equador, da qual esse paralelo dista 9.667 km, distando 335 km do polo norte

## Cruzamentos
Assim como todos os paralelos ao norte da latitude 83°40' N que passa por Kaffeklubben (extremo norte da Gronelândia), o Paralelo 87 N e passa totalmente sobre o Oceano Ártico e suas plataformas de gelo, sem cruzar terra firme.